# Íñigo Henríquez de Luna
Íñigo Henríquez de Luna Losada (Madrid, 1 de octubre de 1964) es un político español, diputado en la Asamblea de Madrid por Vox desde 2019. Con un período previo como concejal del Ayuntamiento de Madrid por el Partido Popular entre 2000 y 2011, y entre 2015 y 2019, fue también diputado en la ix legislatura de la Asamblea de Madrid por el mismo partido, así como senador en la x legislatura de las Cortes Generales.

## Biografía
Nació el 1 de octubre de 1964 en Madrid, en el seno de una familia noble y de ideología conservadora; sus padres, originarios de la localidad ciudarrealeña de Campo de Criptana, fueron miembros fundadores de Alianza Popular. Su madre es marquesa de Villablanca. Se licenció en Derecho e ingresó como miembro en el Colegio de Abogados de Madrid.
Con una carrera profesional vinculada al Ayuntamiento de Madrid, en las municipales de 1999 se presentó en la candidatura del Partido Popular (PP), encabezada por José María Álvarez del Manzano, pero no salió elegido. No obstante, entró como concejal cubriendo un acta vacante en mayo de 2000. Fue elegido concejal de dicho consistorio en las respectivas listas del Partido Popular para las elecciones municipales al Ayuntamiento de Madrid de 2003 y 2007 —encabezadas ambas por Alberto Ruiz-Gallardón—. Llegó a desempeñar los cargos de concejal presidente de los distritos de Chamartín y Salamanca.
Fue imputado judicialmente en el caso Becara, acusado de tráfico de influencias. La imputación fue sobreseída por el Tribunal Superior de Justicia de Madrid el 7 de junio de 2011, el mismo día de la toma de posesión de Henríquez de Luna como diputado de la ix legislatura de la Asamblea de Madrid, cargo para el cual se presentó como candidato en la lista del PP de las elecciones de mayo.
En dicha legislatura autonómica también ejerció de portavoz parlamentario del Grupo Popular, designado en sustitución de David Pérez. En abril de 2014 se convirtió en senador de la x legislatura de las Cortes Generales, designado por la Asamblea de Madrid.
Persona muy cercana políticamente a Esperanza Aguirre, y adscrito a la facción aguirrista  del Partido Popular de la Comunidad de Madrid, fue como número dos detrás de Aguirre en la lista del PP para las elecciones municipales de 2015 en Madrid, resultando elegido concejal. Tras la dimisión de Aguirre en abril de 2017 como líder del grupo municipal popular en el Ayuntamiento de Madrid (acontecida tras la detención de su delfín Ignacio González), fue uno de los dos aspirantes a sucederla como portavoz del Grupo Municipal Popular junto a José Luis Martínez-Almeida, en principio también adscrito a posiciones próximas a Aguirre, pero considerado también el preferido por Cristina Cifuentes, la nueva presidenta de la organización regional del Partido Popular, con quien Aguirre no mantenía buena relación, Martínez-Almeida fue el que se llevó el gato al agua.
Tras la renuncia de Mariano Rajoy en 2018 al liderazgo del PP, apoyó en el contexto de la celebración del XIX Congreso del partido a la candidatura de Soraya Sáenz de Santamaría para suceder a Rajoy, en contraste con Martínez-Almeida, que apostó por Pablo Casado.
El 15 de abril de 2019, tras quedar excluido de la candidatura para las elecciones municipales del mes de mayo por aparentemente no ajustarse al «perfil de renovación» que perseguiría el partido, anunció su baja como militante y como concejal. Seis días más tarde, el 21 de abril, anunció su incorporación a Vox; siendo incluido en el número 5 de la candidatura de dicho partido de cara a las elecciones a la Asamblea de Madrid de 2019, resultó elegido diputado de la xi legislatura del parlamento autonómico.
En 2021, tras el adelanto electoral de las elecciones autonómicas madrileñas, fue incluido como número dos de la candidatura de Vox a las elecciones a la Asamblea de Madrid, solo por detrás de la candidata, Rocío Monasterio. Así, revalidó su acta de diputado en la XII legislatura del parlamento autonómico, y fue designado portavoz adjunto de su grupo parlamentario.